# Programa Marte

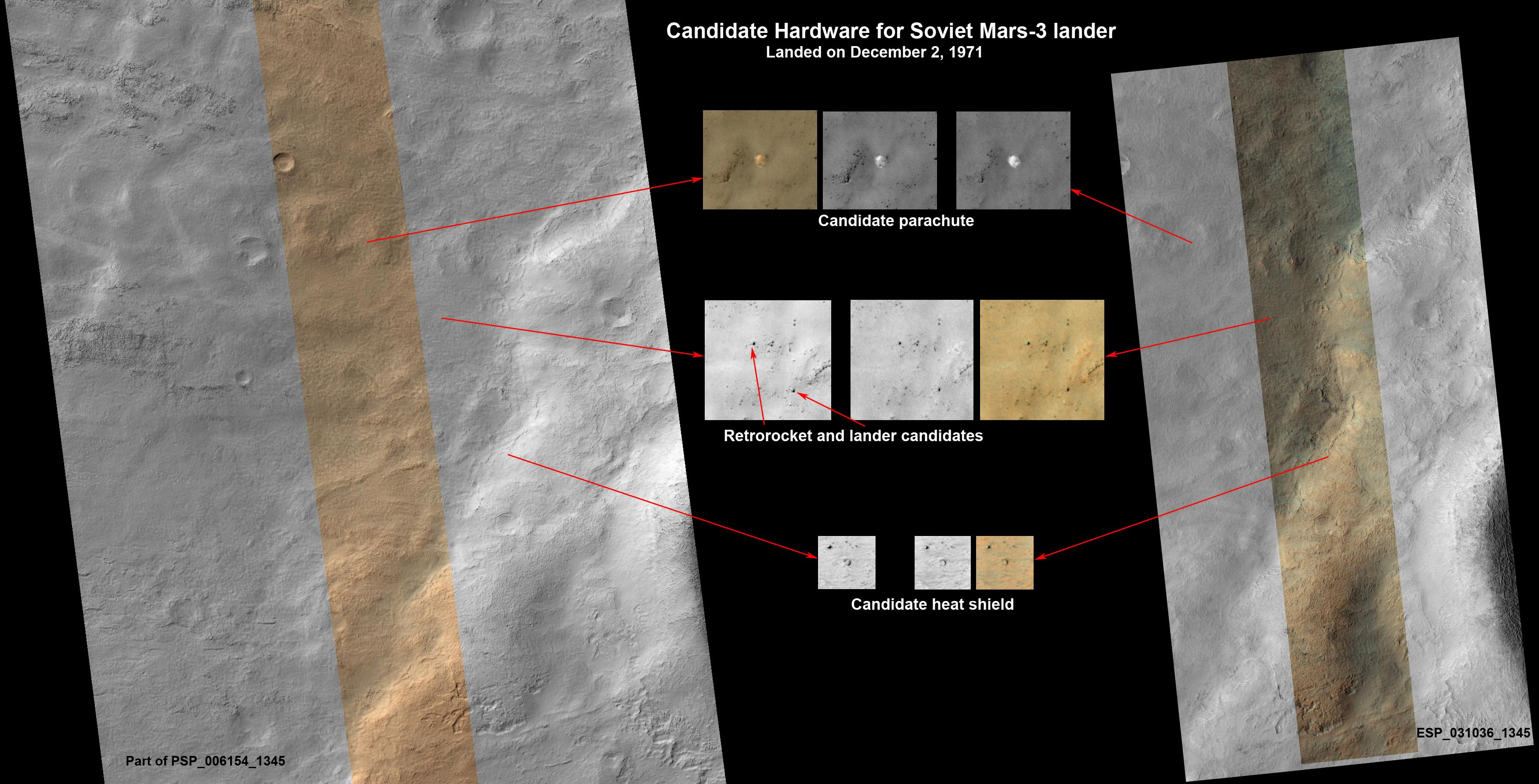
Área dos possíveis destroços da sonda Marte 3.

Programa Marte, foi a designação de um programa de sondas para a exploração de Marte, projetadas e operadas pela União Soviética entre 1960 e 1973.

## Histórico
O programa Marte teve duas etapas:
- Na primeira, entre 1960 e 1965, fez uso contínuo do foguete Molniya-8K74. Dos oito lançamentos desse período, apenas um foi parcialmente bem sucedido, pois apesar de não ter atingido a órbita de Marte como pretendido, obteve um grande conjunto de excelentes imagens do lado escuro da Lua
- Na segunda, fez uso contínuo do foguete Proton-K como veículo lançador. Os primeiros lançamentos, em 1969 foram todos mal sucedidos nas suas respectivas missões originais à Marte. A partir de 1971, as missões começaram a ter algum êxito. Dos sete lançamentos desse programa, dois falharam quatro foram bem sucedidos e um teve sucesso parcial.

## As missões

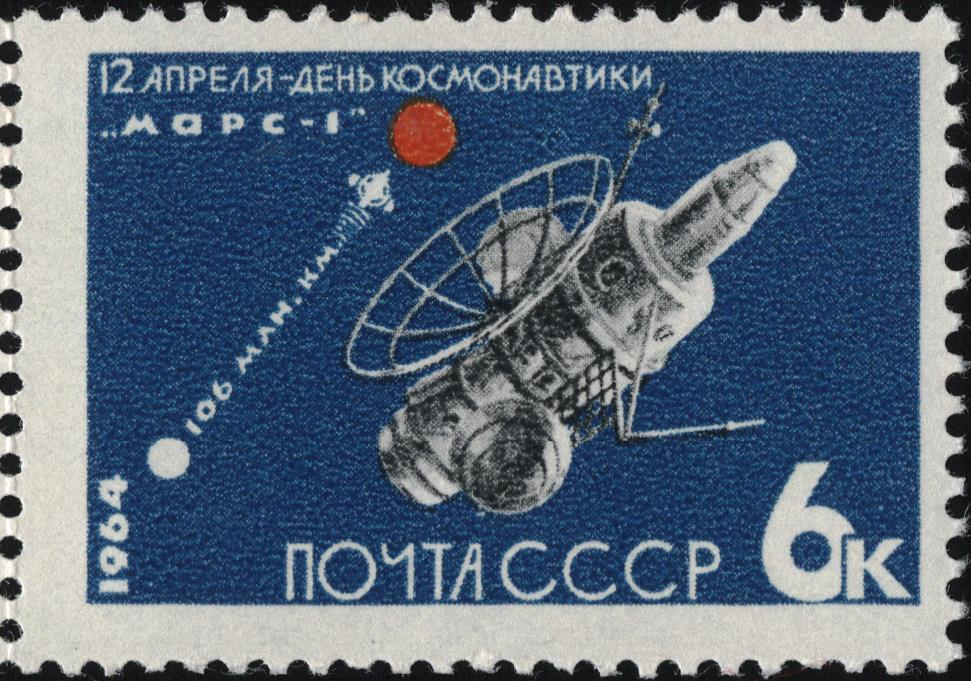
Selo comemorativo do Marte 1.

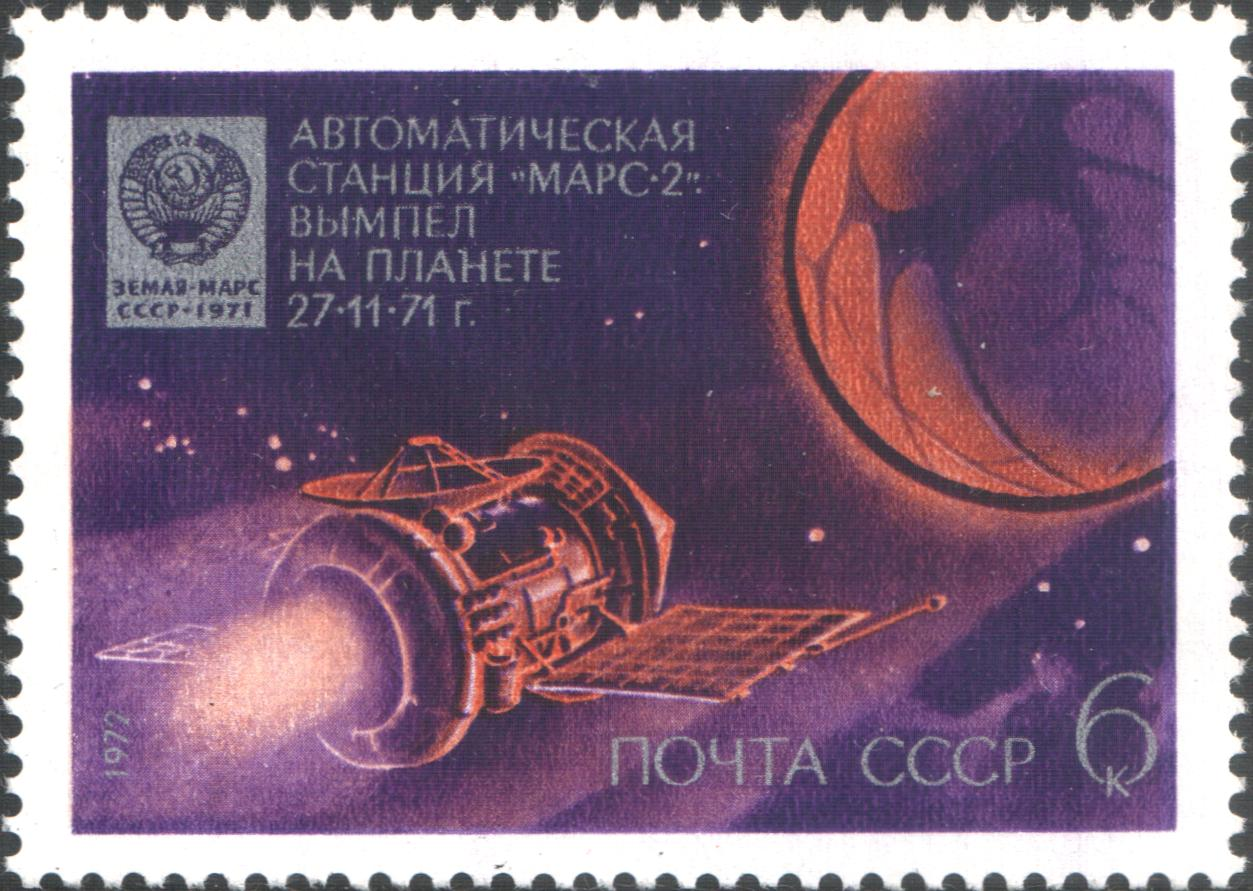
Selo comemorativo do Marte 2.

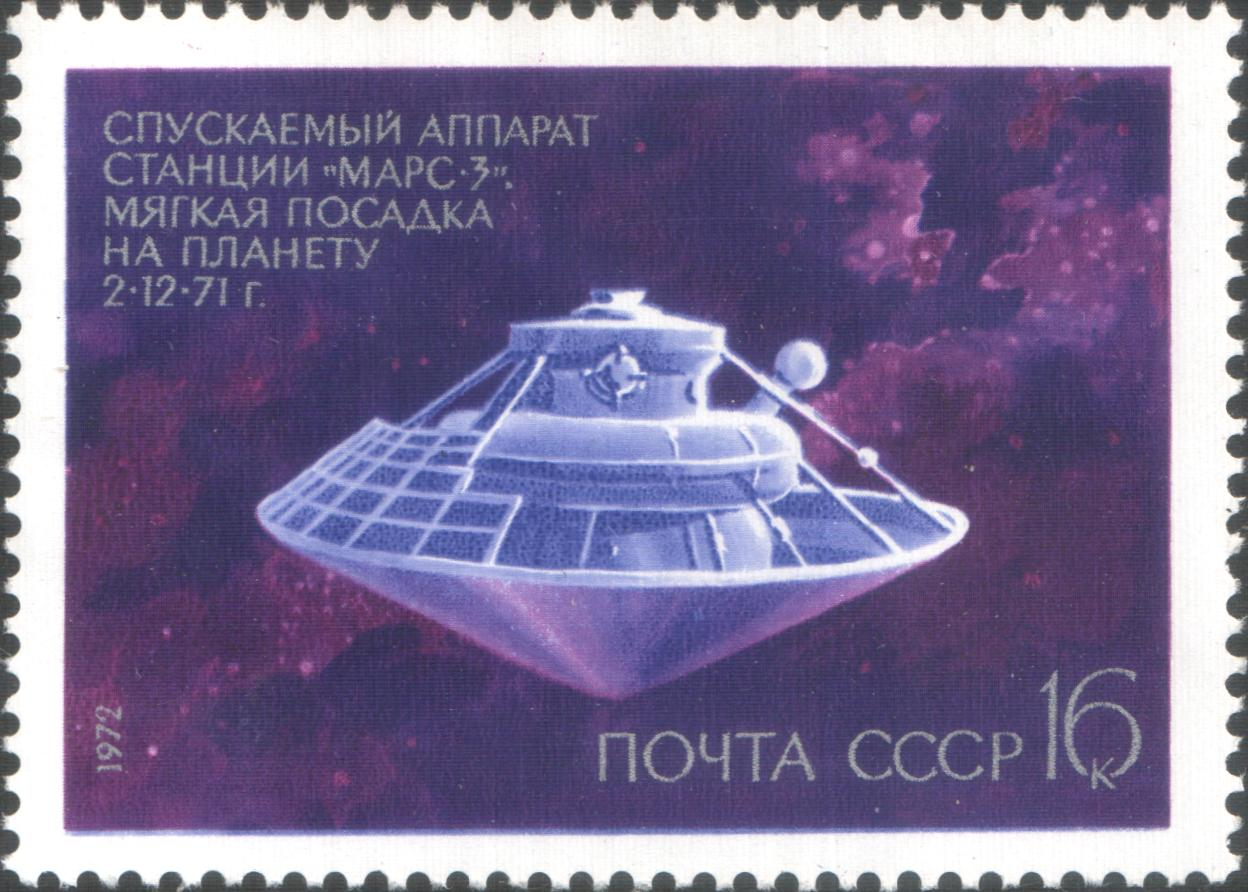
Selo comemorativo do Marte 3.

### Executadas
- Marte 1960A
- Marte 1960B
- Sputnik 22
- Marte 1
- Sputnik 24
- Marte 1969A
- Marte 1969B
- Marte 2
- Marte 3
- Kosmos 419
- Marte 4
- Marte 5
- Marte 6
- Marte 7

### Projetadas
Ambas as missões projetadas dependiam de equipamentos que não se mostraram viáveis na época:

#### Marte 4NM e Marte 5NM
O projeto Marte 4NM era uma missão de pouso de um rover experimental na superfície de Marte; e o Marte 5NM era o projeto de uma missão de retorno de amostras do solo marciano. Ambos os projetos, dependiam do fracassado foguete N1. Com o cancelamento do projeto do foguete N1 em 1974, ambos foram cancelados.

#### Marte 5M
A Marte 5M (Marte 79), era também uma missão de retorno de amostras que dependia da disponibilidade do sistema de acoplamento Igla para o acoplamento de dois estágios do tipo bloco D em órbita da Terra, para que fossem acionados em sequência impulsionando a espaçonave em direção à Marte. Como o sistema Igla se mostrou pouco confiável, esse projeto também foi cancelado.